# فرد سلاتر
فرد سلاتر (بالإنجليزية: Fred Slater)‏ (25 سبتمبر 1925 في المملكة المتحدة - 1 سبتمبر 2002 بوايت في المملكة المتحدة) هو لاعب كرة قدم بريطاني (وحمل سابقاً جنسية المملكة المتحدة لبريطانيا العظمى وأيرلندا) في مركز الهجوم. لعب مع برمنغهام سيتي ونادي بيرتن ألبيون ونادي يورك سيتي ونونيتون بورو ‏ ونادي كوربي تاون.